# Coxysche Gat
Het Coxysche Gat of Gat van Coxyde was een zeearm die vanuit het Zwin ten noorden van Sluis in oostelijke richting stroomde.
Het Coxysche Gat stond in verbinding met het noordwaarts lopende Zwarte Gat, met de Brugsche Vaart, de Passageule en via Slepeldamme met de Eede. Aldus was het Coxysche Gat een belangrijke scheepvaartweg van en naar onder meer Aardenburg en Oostburg.
De geul is vernoemd naar het dorp Coxyde dat bij de inundaties van 1583 in de golven van het Coxysche Gat verdween. Dit dorp lag ruim 3 km ten westen van Oostburg nabij de huidige Coxydeweg in de Diomedepolder.
Omstreeks 1600 werd hier, in de huidige Diomedepolder, nog de Coxyschans gebouwd, die in 1604 door Maurits werd ingenomen en versterkt, om in 1620 te worden verlaten, waarna de schans geleidelijk in de golven verdween.